# Streptocaulon kleinii
Streptocaulon kleinii är en oleanderväxtart som beskrevs av Robert Wight och Arn.. Streptocaulon kleinii ingår i släktet Streptocaulon och familjen oleanderväxter. Inga underarter finns listade i Catalogue of Life.